# 條紋胡椒鯛
條紋胡椒鯛（学名：Plectorhinchus lineatus），又稱條紋石鱸、斜帶石鱸、斜紋胡椒鯛，俗名花臉仔、打鐵婆，為輻鰭魚綱鱸形目石鱸科的其中一個種。其种加词“Lineatus”意为“有线纹的”。

## 分布
本魚分布於西太平洋區，包括琉球群島、中國東海、南海、台灣、越南、菲律賓、印尼、澳洲、新幾內亞、新喀里多尼亞等海域。

## 深度
水深1至35公尺。

## 特徵
本魚幼魚體色褐色，體有一些不規則斑塊，成長至亞成魚逐漸變為7至8條黑褐色縱帶與白色縱帶，二者幾乎平行。有些褐色帶並不連接，甚至呈褐色斑點排列成一直線，直到成魚，斑點才全部連接成褐色縱帶。背鰭硬棘12至13枚、軟條19至20枚；臀鰭硬棘3枚、軟條7枚。側線鱗片數60枚。體長可達72公分。

## 生態
本魚棲息在潟湖或珊瑚礁區，屬肉食性，於夜間活動，以甲殼類和魚類為食。

## 經濟利用
為食用魚亦可做觀賞魚，適合紅燒食用。